# Jelonek (przystanek kolejowy)
Jelonek – przystanek kolei wąskotorowej i mijanka Gnieźnieńskiej Kolei Wąskotorowej w Jelonku, w województwie wielkopolskim, w Polsce. Oddany do użytku w 1895 roku. Jelonek było to popularne do końca lat 40. XX wieku gnieźnieńskie letnisko z restauracją, kręgiem tanecznym i ogrodem. W weekendy przybywali tu tłumnie mieszkańcy Gniezna. Dojazd zapewniały pociągi planowe oraz dodatkowe pociągi do Jelonka i z powrotem. W celu zmiany kierunku jazdy pociągów wybudowano mijankę o długości 156 metrów, tor żeberkowy długości 29 m zakończony obrotnicą o średnicy 6 m. Letnisko przebudowano potem na mieszkania. Mijankę zlikwidowano w 1985 roku. W 2018 roku przystanek wybudowano w nowej formie tworząc mijankę z jednym torem objazdowym oraz peron od strony drogi wojewódzkiej nr 260. Sezonowy ruch na przystanku przywrócono 8 września 2020 roku. 

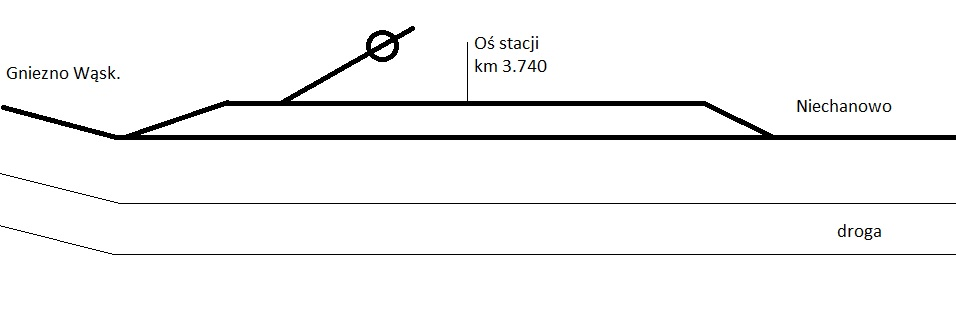
Szkic przystanku osobowego Jelonek, październik 1949 roku